# ADAC Junior Cup

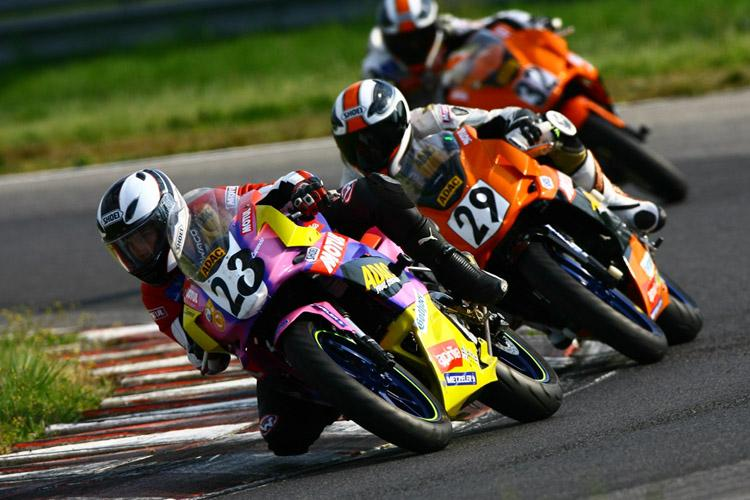
Szene aus dem ADAC Junior Cup 2011

Der ADAC Junior Cup ist eine Motorrad-Rennserie, die vom Allgemeinen Deutschen Automobilclub veranstaltet wird und der Nachwuchsförderung im Motorradsport dient.
Er wurde 2020 vom Northern Talent Cup abgelöst.
2024 jedoch wurde die Serie als KTM Junior Cup powered by ADAC von Ex-GP-Pilot Lukas Tulovic wiederbelebt. Grund dafür war die Hebung des Mindestalters auf 14 Jahre im Northern Talent Cup. Der ADAC Junior Cup ist für Fahrer ab 13 Jahren zugänglich.
2025 wird die Serie wieder als ADAC Junior Cup ausgetragen.

## Geschichte

### Allgemeines
Der Junior Cup wurde erstmals 1993 auf dem Nürburgring ausgetragen. Hauptanliegen der Serie war es, ambitionierten Nachwuchspiloten ein kostengünstiges Sprungbrett zum Einstieg in die deutsche und später in die Motorrad-Weltmeisterschaft zu bieten. Zum Einführungslehrgang kurz vor Saisonbeginn und während der Saison wurden die Nachwuchspiloten von ehemaligen Rennfahrern in Misano Adriatico betreut. Die meisten Rennen wurden im Rahmen der Deutschen bzw. Internationalen Deutschen Meisterschaft ausgetragen. Saisonhighlights waren die Läufe im Rahmen der FIM Endurance World Championship, der British Superbike Championship und der Weltmeisterschaft.
Katja Poensgen war 1995 die erste und einzige Pilotin, welche den Cup für sich entscheiden konnte. Das letzte Rennen fand 2019 auf dem Hockenheimring statt.

### Motorrad
Die Rennserie war für serienmäßige, vom ADAC homologierte Motorräder mit Einzylinder-Zweitaktmotor mit einem Hubraum bis 125 cm³ und 26 kW (35 PS) offen. Als Maschinen waren Aprilia RS 125 Extrema und Cagiva Mito zugelassen, sowie Reifen des Herstellers Metzeler und Dunlop. Katja Poensgen erhielt die Sondergenehmigung, mit einer Suzuki RG 125 F am ADAC Junior Cup teilzunehmen. Ihr Vater Bert Poensgen war zu diesem Zeitpunkt Vertriebschef von Suzuki Deutschland.
2014 erfolgte der Umstieg auf eine KTM RC 390 Cup. Hierbei handelt es sich um eine Einzylinder-Viertakt-Maschine mit 44 PS. Veränderungen am Motor sind nicht gestattet.

## Punkteverteilung
Meister wurde derjenige Fahrer, der bis zum Saisonende die meisten Punkte erzielt hat. Bei der Punkteverteilung erden die Platzierungen im Gesamtergebnis des jeweiligen Rennens berücksichtigt. Die fünfzehn erstplatzierten Fahrer jedes Rennens erhalten Punkte nach folgendem Schema:
| Punkteverteilung | Punkteverteilung | Punkteverteilung | Punkteverteilung | Punkteverteilung | Punkteverteilung | Punkteverteilung | Punkteverteilung | Punkteverteilung | Punkteverteilung | Punkteverteilung | Punkteverteilung | Punkteverteilung | Punkteverteilung | Punkteverteilung | Punkteverteilung |
| ---------------- | ---------------- | ---------------- | ---------------- | ---------------- | ---------------- | ---------------- | ---------------- | ---------------- | ---------------- | ---------------- | ---------------- | ---------------- | ---------------- | ---------------- | ---------------- |
| Platz            | 1                | 2                | 3                | 4                | 5                | 6                | 7                | 8                | 9                | 10               | 11               | 12               | 13               | 14               | 15               |
| Punkte           | 25               | 20               | 16               | 13               | 11               | 10               | 9                | 8                | 7                | 6                | 5                | 4                | 3                | 2                | 1                |

## Saison 2025
In der Saison 2025 werden insgesamt zehn Läufe ausgetragen, die allesamt im Rahmen der Internationalen Deutschen Motorradmeisterschaft veranstaltet werden.

## Siegerliste ab 1993
| Jahr | Meister             |
| ---- | ------------------- |
| 1993 | Alexander Folger    |
| 1994 | Markus Ober         |
| 1995 | Katja Poensgen      |
| 1996 | Benny Jerzenbeck    |
| 1997 | Stefan Nebel        |
| 1998 | Jarno Müller        |
| 1999 | Arne Tode           |
| 2000 | Christian Wachter   |
| 2001 | Dario Giuseppetti   |
| 2002 | Sascha Haller       |
| 2003 | Randy Krummenacher  |
| 2004 | Dennis Brink        |
| 2005 | Marvin Fritz        |
| 2006 | Sebastian Kreuziger |
| 2007 | Luca Grünwald       |
| 2008 | Patrick Meile       |
| 2009 | Michael Ecklmaier   |
| 2010 | Lukas Wimmer        |
| 2011 | Max Maurischat      |
| 2012 | Aris Michail        |
| 2013 | Arnaud Friedrich    |
| 2014 | Tim Georgi          |
| 2015 | Dirk Geiger         |
| 2016 | Máté Laczkó         |
| 2017 | Max Schmidt         |
| 2018 | Artem Maraev        |
| 2019 | Lennox Lehmann      |
| 2024 | Luis Rammerstorfer  |

## Weitere wichtige Starter
Viele später international erfolgreiche Fahrer sammelten seit 1993 Erfahrungen im ADAC Junior Cup. So trat beispielsweise der 125-cm³-Weltmeister des Jahres 2005, Thomas Lüthi aus der Schweiz, 2001 in der Serie an. Auch der Supersport-Weltmeister von 2000 Jörg Teuchert startete im ADAC Junior Cup.
- Steve Jenkner
- Christian Kellner
- Thomas Lüthi
- Stefan Nebel
- Max Neukirchner
- Katja Poensgen
- Nina Prinz
- Michael Ranseder
- Marcel Schrötter
- Jörg Teuchert
- Arne Tode